# Jefferson (Teksas)
Jefferson – miasto w Stanach Zjednoczonych, w stanie Teksas, w hrabstwie Marion. W 2000 roku liczyło 2 024 mieszkańców.